# جيمس ويليام ريتشاردز
جيمس ويليام ريتشاردز (بالإنجليزية: James William Richards)‏ هو سياسي بريطاني وكندي، ولد في 31 مايو 1850 في سوانزي في المملكة المتحدة، وتوفي في 9 مارس 1915. حزبياً، نشط في الحزب الليبرالي الكندي. وقد انتخب عضو مجلس العموم الكندي.